# Lista de Mafrianos
O Mafriano, originalmente conhecido como o Grande Metropolita do Oriente e também conhecido como o Católicos, era o chefe do Mafrianato do Oriente e era o segundo prelado de mais alto escalão dentro da Igreja Ortodoxa Siríaca, depois do Patriarca de Antioquia. O mafrianato originou-se na formação de uma organização eclesiástica miafisita distinta no Império Sassânida após a ordenação de Ahudemmeh como Grande Metropolita do Oriente por Jacó Baradeu em 559. No entanto, alegou ser a continuação legítima da Igreja do Oriente e contou patriarcas antes da adoção do diofisismo pela Igreja como seus. Fontes discordam sobre o primeiro a usar o título de mafriano, como a Crônica de Miguel, o Sírio, dá a João IV Saliba, que se acredita ter adotado em c. 1100, enquanto a História Eclesiástica de Bar Hebraeus nomeia Maruta de Ticrite como o primeiro.
Um mafrianato separado de Tur Abdin sob a autoridade do Patriarca de Tur Abdin foi estabelecido em c. 1479 e durou até 1844. Eventualmente, o Mafrianato do Oriente foi abolido em 1860. Um mafrianato na Índia foi estabelecido em 1912, criando assim a Igreja Síria Ortodoxa Malankara, mas não foi reconhecida pela Igreja Ortodoxa Siríaca até 1958. Em 1975, o Patriarca Inácio Jacó III retirou o reconhecimento do mafriano Basílio Augen I e nomeou Basílio Paulo II como seu sucessor. A Igreja Síria Ortodoxa Malankara se separou da Igreja Cristã Síria Jacobita, que permaneceu parte da Igreja Ortodoxa Siríaca.

## Grandes Metropolitas do Oriente de 559 a 1075
Salvo indicação em contrário, todas as informações são da lista fornecida no The Syriac World, conforme observado na bibliografia abaixo. De acordo com a tradição da Igreja, a lista inclui titulares considerados legítimos pela Igreja Siríaca Ortodoxa antes de 559. 75 anos depois que a Igreja Ortodoxa Siríaca rompeu com a Igreja do Oriente, ela começou a nomear seus próprios metropolitas para o Império Sassânida. Eles alegaram ser bispos de Selêucia-Ctesifonte, mas não puderam ter seu assento lá. O bispado foi, portanto, adicionado a Ticrite, e o título era Metropolita de Ticrite.
- Ahudemmeh (559–575);
  - vago (575–578);

- Qamisho (578–609);
  - vago (609–614);
- Samuel (614–624);
  - vago (624–628/629) - A partir de 629 o metropolita recebeu o título de mafriano. É incerto quando o título Católico do Oriente foi adotado pelos mafrianos;
- Maruta de Ticrite (628/629–649) - Maruta de Ticrite é nomeado como o primeiro mafriano, de acordo com a História Eclesiástica de Bar Hebreu, e isso é apoiado por vários estudiosos, como George Kiraz, que é apoiado pelos estudiosos David Wilmshurst e Hidemi Takahashi;[1][8][10]
- Denha I (649–659) - O orientalista francês Rubens Duval afirma que Denha I foi o primeiro mafriano;[11]
  - vago (659–669);
- Barisho (669–683);
- Abraão I (c. 684) - Abraão é contado como Abraão I, como o primeiro Grande Metropolita Siríaco Ortodoxo do Oriente com esse nome, ou Abraão II, depois de Abraão I (r. 148–171);[2]
- Davi (c. 684–c. 686);
- João I Saba (686–688);
- Denha II (688–727);
- Paulo I (728–757);
- João II Quionoio (759–785);
- José I (785–c. 790);
  - vago (c. 790–793);
- Charbilo (793–ca. 800);
- Simão (c. 800–c. 815) - Barsoum situa o reinado de Simão em 806–c. 813;[2]
- Basílio I (c. 815–829);
- Daniel (829–834);
- Tomé (834–847);
- Basílio II Lázaro I (848–858);[6]
- Melquisedeque (858–868);
  - vago (869–872);
- Sérgio (872–883);
  - vago (883–887);
- Atanásio I (887–903);
  - vago (904–c. 910);
- Tomé (910–911);
- Denha III (913–933);
  - vago (933–937);
- Basílio III (937–961);
- Ciríaco (962–980);
- João III (981–988);
  - vago (988–991);
- Inácio I bar Qiqi (991–1016);
  - vago (1016–1027);
- Atanásio II (1027–1041);
  - vago (1041–1046);
- Basílio IV (1046–1069);
  - vago (1069–1075).

## Mafrianos do Oriente de 1075 a 1859
- João IV Saliba (1075–1106);
  - vago (1106–1112);
- Dionísio I Moisés (1112–1142);
- Inácio II Lázaro II (1142–1164) - Mudou-se temporariamente para Ticrite novamente em 1152, mas deixou a cidade para sempre em 1156 e se estabeleceu no Mosteiro Mar Mattai ao norte de Moçul. O título do mafriano foi mudado de Metropolita de Ticrite para Metropolita de Moçul e Nínive;

- João V Sarugoio (1164–1188);
- Gregório I Jacó (1189–1214);
  - Dionisio bar Masi (1189–1190) - Considerado ilegítimo;[10]

- Inácio III Davi (1215–1222);

- Dionísio II Saliba I (1222–1231);[2]
- João VI bar Madani (1232–1252);
- Inácio IV Saliba (1253–1258);
  - vago (1258–1263);

- Gregório II bar Hebreu (1264–1286);
  - vago (1286–1288);

- Gregório III Barsaumo (1288–1308) - Também é contado como Barsaumo I;[2]
  - vago (1308–1317);
- Gregório IV Mateus (1317–1345) - Também é contado como Mateus I;[2]
  - vago (1345–1360);
  - Gregório V Dióscoro (1360–1361) - Considerado ilegítimo. Também é contado como Dióscoro I.[6]
  - vago (1361–1364);
- Atanásio III Abraão (1364–1379) - Também é contado como Abraão II;[6]
  - vago (1379–1404);
- Basílio Behnam I (1404–1412);
  - vago (1412–1415);
- Dióscoro II Behnam (1415–1417) - Também é contado como Behnam II;
  - vago (1417–1422);
- Basílio Barsaumo II (1422–1455);[2]
  - vago (1455–1458);
  - Cirilo José II (1458–c. 1470);
- Basílio Aziz (1471–1487);
  - vago (1487–1490);
- Basílio Noé (1490–1494);
  - vago (1494–1496);
- Basílio Abraão III (1496–1507);[6]
  - vago (1507–1509);
- Basílio Salomão (1509–1518);
- Basílio Atanásio Habibe (1518–1533);
- Basílio Elias I (1533–c. 1554);
- Basílio Nimatallah (1555–1557);

- Basílio Abede Algani Almançuri (1557–1575);[2]
- Basílio Pilate (1575–1591);
  - Elias II (c. 1590);
- Basílio Abede Algani II (1591–1597);
- Basílio Pedro Hadaia (1597–1598);
  - vago (c. 1598–c. 1624);
- Basílio Isaías (c. 1624–1635/c. 1646) - O fim do reinado de Basílio Isaías é colocado em 1635 por Barsoum, ou em c. 1646 por Wilmshurst.[2][12]
- Basílio Simão (1635–1639);
- Basílio Chucralá (1639–1652);
- Basílio Behnam III (1653–1655);[2]
- Basílio Abdulmasih (1655–c. 1658);
- Basílio Habib (c. 1658–c. 1671);
- Basílio Ieldo (c. 1671–1683);
- Basílio George (1683–1686);
- Basílio Isaque (1687–1709);
- Basílio Lázaro III (1709–1713);
- Basílio Mateus II (1713–1727);
- Basílio Simão (c. 1727–c. 1729);
- Basílio Lázaro IV (1730–1759);[6]
  - Basílio Chucrallah (1748–1764) - Era mafriano de Malabar;[2]
- Basílio Jorge (1760–1768);
  - vago (1768–1783);
- Basílio Sliba (1783–1790);
- Basílio Bichara (1790–1817);
- Basílio Iunã (c. 1803–c. 1809);
- Basílio Cirilo (c. 1803–c. 1811);
- Basílio Abedalazize (c. 1803);
- Basílio Mateus (1820–c. 1825);
- Basílio Elias III Carmé (1825–1827);[6]
- Basílio Elias IV Ancaz (1827–1839);[6]
- Basílio Behnam IV (1839–1859).

Em 1860 o Sínodo da Igreja Siríaca Ortodoxa decidiu abolir o título.

## Mafrianos de Tur Abdin de c.1479 a 1844
- Basílio (c. 1479);
  - vago (c. 1479–1495);

- Basílio Malque (1495–1510);
  - vago (1510–1537);
- Basílio Abraão (1537–1543);
  - vago (1543–1555);
- Basílio Simão I (1549–1555);
  - vago (1555–1561);
- Basílio Behnam (1561–1562);
  - vago (1562–1650);
- Basílio Habibe Hadade (1650–1674);
  - vago (1674–c. 1688);
- Basílio Lázaro (c. 1688–c. 1701);
  - vago (c. 1701–1710);
- Basílio Simão II (1710–1740);
- Basílio Denha Baltaji (1740–1779);
- Basílio Abedalá Iáia (1779–1784);
- Simão (1786);
- Sliba Alatar (1779–1815);
- Basílio Barsaumo (1815–1830);
- Basílio Abede Alaade Quindo (1821–1844).

## Católicos da Índia de 1964 até o presente
- Baílio Augen I (1964–1975);
- Basílio Paulo II (1975–1996)
  - vago (1996–2002);
- Basílio Tomás I (2002–2024).[13]